# Hugo: Alla ricerca delle pietre solari
Hugo: Alla ricerca delle pietre solari (Hugo: Jagten på Solstenene) è un videogioco del 2000 appartenente alla longeva serie di Hugo. È stato sviluppato e pubblicato dalla compagnia danese ITE Media per PlayStation e Microsoft Windows.

## Trama
Il titolo è ambientato nella stesso luogo della serie "Jungle Island" del programma televisivo Skærmtrolden Hugo e del suo adattamento videoludico Hugo: Jungle Island. Il villaggio degli allegri Kikuriani nativi dell'isola è in grave pericolo poiché l'odiosa strega Scilla ha deciso di sbarazzarsi di loro. Il vulcano vicino al villaggio può eruttare da un momento all'altro, poiché i tirapiedi di Scilla hanno ostruito il cratere con un enorme masso, minacciando di inondare il villaggio di Kikuriani di lava. Per salvare i Kikuriani, l'amichevole troll Hugo deve trovare tre pietre solari magiche nascoste in tre luoghi: un'antica piramide Inca, una grotta su una montagna innevata e un'antica grotta dei pirati. Una volta che Hugo riesce a raccogliere due di quelle pietre, viene catturato e ora deve fuggire dalla prigione di Scilla e portare a termine la sua missione. Se anche lui lo facesse, l'eruzione verrebbe fermata all'ultimo momento e il villaggio sarebbe salvato, la malvagia Scilla verrebbe trascinata in un tornado da lei stessa evocato e i Kikuriani e Hugo festeggerebbero la sua vittoria.

## Modalità di gioco
Il giocatore controlla il personaggio principale Hugo, che ha il compito di attraversare dodici livelli per collezionare le tre pietre solari e salvare il villaggio dei Kikuriani. La maggior parte del gioco si svolge in una prospettiva in terza persona in cui Hugo si muove e salta sullo schermo, eccetto in due livelli (l'8 e il 9 per la precisione) in cui deve slittare lungo un pendio montano, giocati invece in prima persona. Hugo è in grado di muoversi in tutte le direzioni; oltre a muoversi a sinistra e a destra, può allontanarsi o avvicinarsi al giocatore e i controlli non cambiano con la sua posizione. La sua primaria forma di attacco consiste nell'eseguire un colpo di frusta in stile Indiana Jones.
Sparsi in ogni livello ci sono diamanti di due colori diversi, ovvero azzurro e magenta: il primo vale un solo diamante mentre il secondo vale cinque singole. Raccogliendone ciclicamente cento, il giocatore riceve una vita supplementare extra, la quale la ottiene anche prendendo un cuore. Nel caso Hugo tocca un nemico e viene ferito può acquisire una borraccia, in modo da ripristinare parzialmente la sua barra della salute. Se l'energia di Hugo si esaurisce del tutto, il giocatore perde una vita e dovrà ripartire dall'inizio del livello o dall'ultimo checkpoint raccolto (una mappa del tesoro). Una volta che le vite a disposizione finiscono, la partita termina, a meno che il giocatore non continui dall'ultimo livello digitando la sua password nell'opzione del menù iniziale "Digitare codice livello".

## Accoglienza
Hugo: Alla ricerca delle pietre solari era relativamente ben ricevuto nella nativa Danimarca, includendo i punteggi di 3/5 da GamePage.dk, 7/10 sia da PSSite.dk che da GameSector.dk, e 8/10 da Spilzonen.dk. Tutti i siti sono d'accordo sul fatto che il gioco piace principalmente ai bambini e a chi ha un animo infantile.
Tuttavia non è esente dalle recensioni misto negative da parte della stampa europea del settore. La rivista francese Joypad assegna il voto di 3/10, definendolo pesante, noioso e mal diretto. La tedesca Fun Generation diede la percentuale del 19%, sottolineando che è un platform primitivo con nemici stupidi, un pessimo rilevamento delle collisioni e un level design che avrebbe potuto essere copiato 1:1 da un foglio da colorare di un bambino prescolare senza talento. Un'altra rivista tedesca, PC Player, ha dato il 42/100 dicendo che è dotato di una bassa difficoltà che lo rende adatto ai bambini. La percentuale di Video Games è del 50%, ritenendolo un platform simile a Crash Bandicoot. GameZone.de è l'unico sito recensore nel paese ad aver dato un voto positivo al titolo (7.9/10), elogiandolo in tutto e per tutto. La rivista turca Play The PlayStation lo stronca dandogli il 29%, invitando semplicemente gli utenti a stare alla larga da esso. Infine, Oficiální Český PlayStation Magazín lo ritenne terribilmente noioso e ha dato il 3/10.